# Tetragnatha americana
Tetragnatha americana là một loài nhện trong họ Tetragnathidae.
Loài này thuộc chi Tetragnatha. Tetragnatha americana được Eugène Simon miêu tả năm 1905.